# Vallone di San Grato
Il Vallone di San Grato (in töitschu Sen Kroasch Gumbu; in francese, Vallon de Saint-Grat) si trova ad occidente nel territorio del comune di Issime, in Valle d'Aosta, sulla destra orografica del torrente Lys.
Si tratta dell'unico vallone della Valle d'Aosta ad avere conservato intatta la struttura fondiaria della sua colonizzazione, avvenuta in epoca medioevale e influenzata dalla cultura Walser.

## Toponimo
Trae il suo nome da San Grato, patrono della Valle d'Aosta e protettore dei raccolti contro la grandine.

## Caratteristiche
Ha un orientamento est-ovest con un'ampia porzione di versante esposto a mezzogiorno con boschi, pascoli e praterie. È attraversato da diversi torrentelli, tra i quali il maggiore è detto della Valca (in töitschu, Da Walkhunbach), un affluente del Lys.
Presenta delle rocce formate da gneiss, scisti, micascisti e calcescisti. Già all'inizio del XX secolo, la morfologia del vallone di San Grato fu descritta in modo dettagliato e tutti "i suoi alpi" (ben 19) puntualmente elencati.

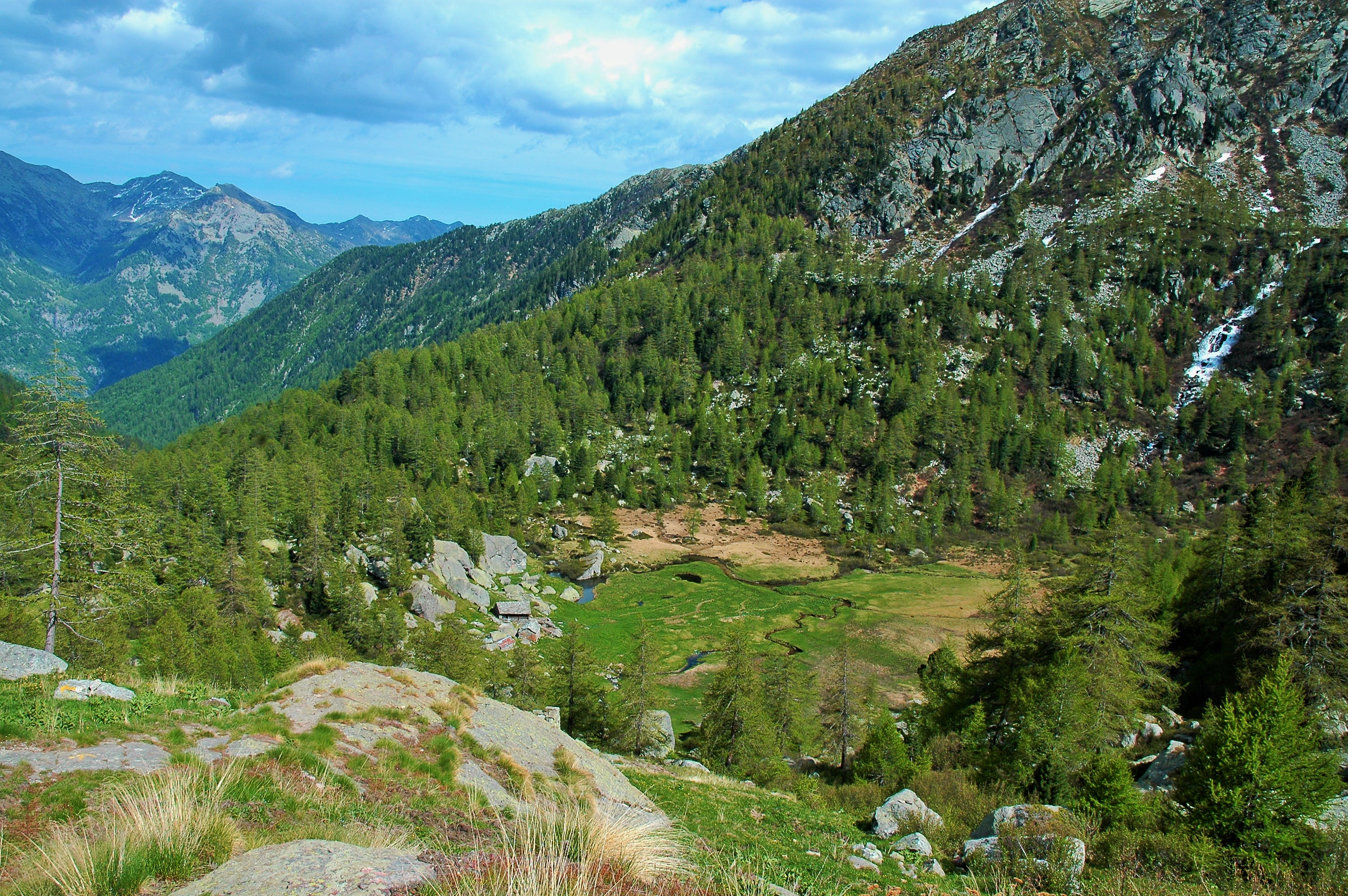
Torbiera di Réich

Nel vallone sono presenti le due torbiere di Réich e Mundschuvet. Un progetto di ricerca condotto tra il 2014 e il 2016 dall'Università del Molise, ha permesso di anticipare l’arrivo dell’uomo in Valle d’Aosta al 4.500 a.C. grazie ai risultati ottenuti dallo studio dei pollini di segale contenuti proprio nella torbiera di Réich.
I Walser arrivarono a vivere stabilmente nel vallone nel XIII secolo, coabitando con i primi colonizzatori di cui si attestano tracce già alla fine del XII secolo. Oltre all’allevamento del bestiame,  questa colonizzazione deve la sua fortuna alla cerealicoltura (segale), come è testimoniato dalla presenza di due mulini.
Questi stanziamenti sono suddivisi in lotti o particelle di epoca medioevale e la loro struttura si è conservata nel suo insieme intatta: una circostanza rara che ha attirato l'attenzione della comunità scientifica. Lo studio degli insediamenti Walser e delle loro diverse soluzioni abitative realizzate in armonia con una natura maestosa ma non priva di pericoli ha un notevole interesse storico e culturale; ciò spiega l'incremento degli studi sul vallone.

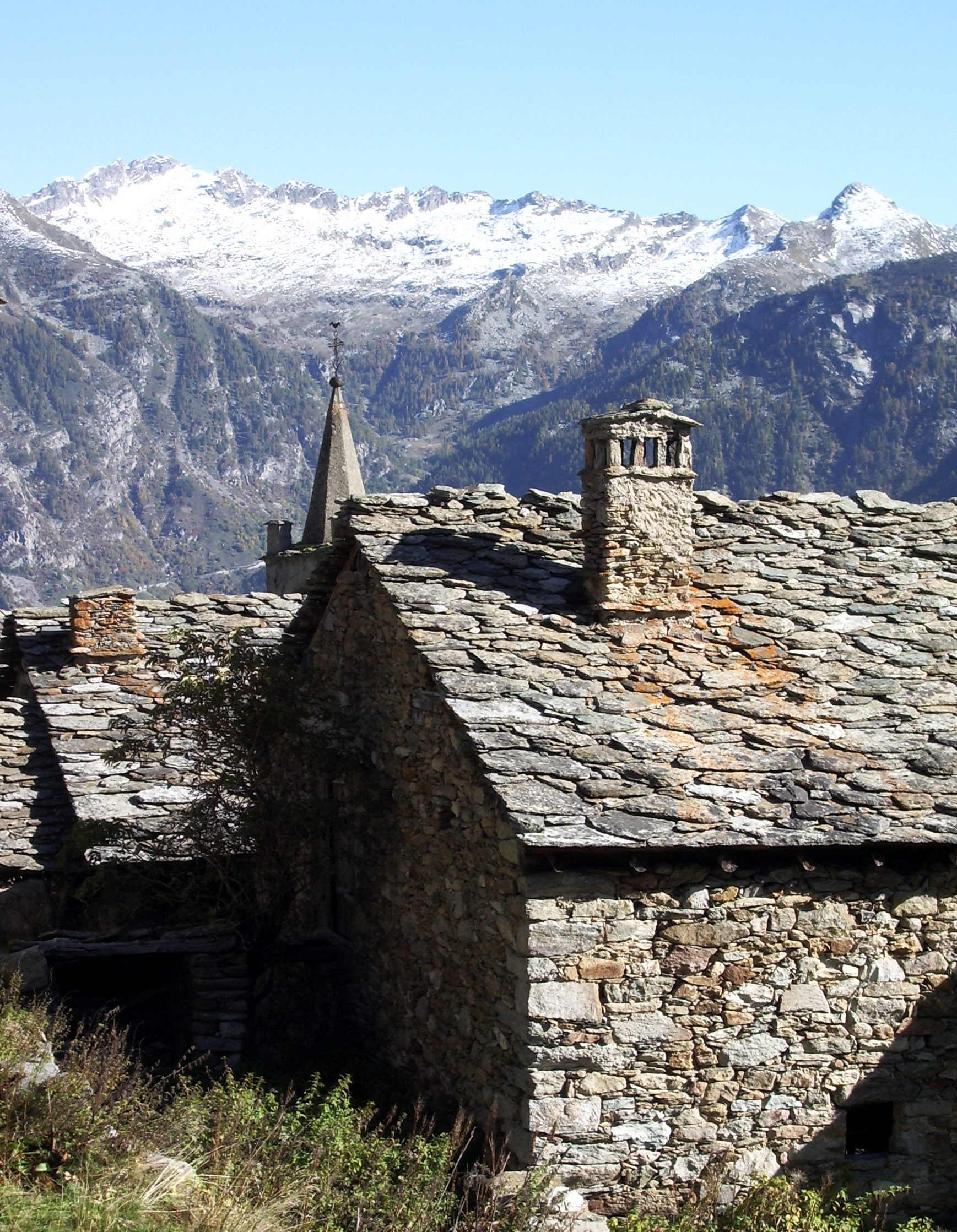
Tipiche case in pietra.

Le due mulattiere, denominate dan undre Weg (mulattiera inferiore, anche chiamata da vuss Weg, ossia mulattiera pedonale) e dan uabre Weg (mulattiera superiore o d’chünu Weg, ossia mulattiera per le mucche), le costruzioni "sotto roccia”, le case "a colonne", come anche i muri a secco di sostegno del terreno, i mulini con elementi lignei originali, le cantine per il latte e per il formaggio, le stalle, i muri antivalanghe, le balme, si inseriscono perfettamente tra i boschi, i torrentelli e le due torbiere presenti. Ma quando nascosti nel fitto del bosco i segni della loro presenza non sono sempre visibili e per questo forse in parte ancora da scoprire.
Dal 2018 è in fase di sviluppo un progetto intorno al mulino diroccato di Brochnu Mülli del XV secolo che è stato trovato a quota 1500 m.
Lungo il percorso basso del vallone, nel villaggio di Stubbi (1800 m), all'interno di un rudere, è stato recentemente scoperto un forno della prima metà del XV secolo perfettamente conservato: questo ritrovamento è importante perché testimonia come ci sia stato un progetto comune legato a un nuovo insediamento, con granai, case, forno e mulino. Ciò conferma che la colonizzazione di quei territori da parte dei walser è avvenuta in fasi successive.

## Leggende
Storie e leggende ambientate in questi luoghi si sono tramandate numerose e le associazioni culturali locali le hanno documentate e raccolte. Una di queste ruota intorno al mulino diroccato ed è quella del folletto Brochnu Mülli, buono e dispettoso, che macinava la segale per gli abitanti del vallone di San Grato.
Un'altra storia narra di una donna che quando mungeva le mucche era solita lasciare nella culla davanti alla stalla il suo bambino, un giorno però uscita fuori trovò la culla vuota. Si pensò fosse stato il Dar Bram, un mostro che risaliva i torrenti..

## Località
- Buart (o Santa Margherita - 1350 m)
- Chröiz  (villaggio di San Grato - 1657 m)
- Mühni (2008 m) (Madonna delle Nevi)
- Siawa (che in töitschu significa "laghi" - 2274 m)
- Münhu Vurku (Colle del Dondeuil - 2338 m)

## Vette
- Becca Torché (3016 m)
- Becca di Vlou (3238 m) (in töitschu z'Vluhuare)